# Buhlenberg
Buhlenberg ist eine Ortsgemeinde im Landkreis Birkenfeld in Rheinland-Pfalz. Sie gehört der Verbandsgemeinde Birkenfeld an.

## Geographie
Der Ort liegt drei Kilometer nordwestlich der Kreisstadt Birkenfeld im Schwarzwälder Hochwald am Rande des Naturparks Saar-Hunsrück in der Nähe des Erbeskopfs, dem höchsten Berg in Rheinland-Pfalz.
Zu Buhlenberg gehören auch die Wohnplätze Berghof, Etzweilerhof, Grenzhof und Waldhof.
Buhlenberg ist eine Nationalparkgemeinde im Nationalpark Hunsrück-Hochwald.

## Geschichte
Buhlenberg wird erstmalig 1190 in den Kirchbüchern erwähnt. Der Ort lebte von Land- und Weidewirtschaft. Im 16. und 17. Jahrhundert wurde Flachs angebaut und verarbeitet. Zudem wurden bis zum Anfang des 19. Jahrhunderts Roherze abgebaut und ab 1730 zeitweise auch nach Kohle geschürft.
Das Dorf gehörte bis zum Ende des 18. Jahrhunderts zur Hinteren Grafschaft Sponheim. Die Inbesitznahme des Linken Rheinufers durch französische Revolutionstruppen beendete die alte Ordnung. Der Ort wurde bis 1814 Teil der Französischen Republik (bis 1804) und anschließend des Französischen Kaiserreichs, zugeordnet dem Saardépartement. Nach der Niederlage Napoleons kam Buhlenberg aufgrund der 1815 auf dem Wiener Kongress getroffenen Vereinbarungen zum Fürstentum Birkenfeld, einer Exklave des Großherzogtums Oldenburg, und wurde dem Amt Birkenfeld und der gleichnamigen Bürgermeisterei zugeordnet.
Als Folge des Ersten Weltkriegs war die gesamte Region dem französischen Abschnitt der Alliierten Rheinlandbesetzung zugeordnet, die bis 1930 andauerte. Die Novemberrevolution 1918 führte auch zur Umwandlung des Großherzogtums in den Freistaat Oldenburg und des zugehörigen Fürstentums in den „Landesteil Birkenfeld“. Dieser wurde 1937 an die preußische Rheinprovinz angegliedert und ging in dessen neu geschaffenen Landkreis Birkenfeld auf. Nach dem Zweiten Weltkrieg wurde Buhlenberg innerhalb der französischen Besatzungszone Teil des damals neu gebildeten Landes Rheinland-Pfalz.
Noch bis in die 1980er Jahre war Buhlenberg stark von Land- und Forstwirtschaft geprägt, und ein Basaltsteinbruch war bis zu dieser Zeit in Betrieb. In den folgenden Jahrzehnten entwickelte sich der Ort zur Wohngemeinde mit vielen Pendlern, die Beschäftigung insbesondere in Birkenfeld und Idar-Oberstein finden.
Einwohnerentwicklung
Die Entwicklung der Einwohnerzahl von Buhlenberg, die Werte von 1871 bis 1987 beruhen auf Volkszählungen:
| Jahr | Einwohner |
| ---- | --------- |
| 1815 | 294       |
| 1835 | 387       |
| 1871 | 353       |
| 1905 | 438       |
| 1939 | 410       |
| 1950 | 409       |
| 1961 | 436       |

| Jahr | Einwohner |
| ---- | --------- |
| 1970 | 473       |
| 1987 | 435       |
| 1997 | 475       |
| 2005 | 504       |
| 2011 | 478       |
| 2017 | 482       |
| 2023 | 463       |

## Politik

### Gemeinderat
Der Gemeinderat in Buhlenberg besteht aus acht Ratsmitgliedern, die bei der Kommunalwahl am 9. Juni 2024 in einer Mehrheitswahl gewählt wurden, und dem ehrenamtlichen Ortsbürgermeister als Vorsitzendem. Bis 2014 gehörten dem Gemeinderat zwölf Ratsmitglieder an.

### Bürgermeister
Gunter Kronenberger wurde 2014 Ortsbürgermeister von Buhlenberg. Bei der Direktwahl am 26. Mai 2019 wurde er mit einem Stimmenanteil von 80,70 % für weitere fünf Jahre in seinem Amt bestätigt. Bei der Direktwahl am 9. Juni 2024 wurde er ohne Gegenkandidat mit 69,2 % der Stimmen erneut wiedergewählt.
Kronenbergers Vorgänger Dieter Pilger hatte 2014 nicht erneut kandidiert.

### Wappen
| Wappen von Buhlenberg | Blasonierung: „In schräglinks geteiltem Schild vorne rot-silbern geschacht, hinten in Silber über blauem Dreiberg ein blauer Wolfskopf.“ |
| Wappen von Buhlenberg | Wappenbegründung: Der vordere Schildteil verweist auf die ehemalige Zugehörigkeit zu Hinteren Grafschaft Sponheim, Oberamt Birkenfeld; der hintere Schildteil deutet mit dem Dreiberg sowohl redend auf den Ortsnamen, als auch auf die Höhenlage des Ortes und den Gebirgsrücken des sogenannten Gebücks; der Wolfskopf erinnert an die „Wolfskaul“ in der Gemarkung, eine Fläche, in der eine Fanggrube für Wölfe angelegt war. Das Wappen wurde am 26. August 1963 durch einen Erlass des rheinland-pfälzischen Innenministeriums genehmigt. |

## Kultur und Sehenswürdigkeiten
In der Denkmalliste des Landes Rheinland-Pfalz (Stand: 2023) werden folgende Kulturdenkmäler genannt:
- Zwei Quereinhäuser, gebaut um 1800 und 1911
- Ehemalige Schule (heute Dorfgemeinschaftshaus)

Siehe auch: Liste der Kulturdenkmäler in Buhlenberg

## Wirtschaft und Infrastruktur
Im Osten verläuft die Bundesstraße 269 und im Süden die Bundesautobahn 62. In Neubrücke ist ein Bahnhof der Bahnstrecke Bingen–Saarbrücken.

## Sonstiges
Vom 29. Juli bis zum 8. August 2009 fand das Pfadfinderbundeslager des Bundes der Pfadfinderinnen und Pfadfinder in Buhlenberg statt.